# Фунаро, Сара
Сара Фунаро (итал. Sara Funaro; род. 12 мая 1976, Флоренция) — итальянский государственный деятель. Мэр Флоренции (с 2024).

## Биография
Родилась во Флоренции в 1976 году. Отец, Ренцо Фунаро, архитектор. Являлся президентом ассоциации «Opera del Tempio Ebraico» Флоренции.
Окончила факультет психологии Флорентийского университета. Затем получила специализацию по феноменологической психологии в Урбинском университете.
Получила степень магистра по этнопсихиатрии в Центре Деверё (Париж).
В течение нескольких лет работала клиническим психотерапевтом. Является соучредителем школы феноменологической психотерапии. Работала с детьми с ограниченными возможностями. Прожила несколько лет в Салвадоре (Бразилия), занимаясь помощью беспризорным детям.
Член реформистского крыла Демократической партии Италии.
С 2014 года являлась советником мэрии Флоренции по вопросам образования, здравоохранения, равных возможностей и интеграции в администрации мэра Дарио Нарделлы.
С 2019 года являлась членом городского совета Флоренции.
Являлась вице-президентом Ассоциации социальных услуг «ASP Montedomini». Являлась членом правления благотворительного детского фонда «Meyer».
24 июня 2024 года во втором туре избрана мэром Флоренции при поддержке Альянса зелёных и левых, партий «Плюс Европа» и «Действие», набрав 60 % голосов, и опередив бывшего директора Галереи Уффици Айке Шмидта от правоцентристов.
Является первой женщиной — мэром Флоренции.
Является внучкой по материнской линии Пьеро Баргеллини, который являлся мэром Флоренции с 1966 по 1967 год.